# Eskdale and Wasdale
Eskdale and Wasdale var en civil parish 1866–1934 när den delades mellan nybildade civil parish Eskdale och utökade Nether Wasdale, i grevskapet Cumbria i England. Parish var belägen 15 km från Coniston. Det inkluderade Boot, Eskdale Green och Wasdale Head. Parish hade 338 invånare år 1931.